# Pseudoceros scintillatus
Espèce
Pseudoceros scintillatus est une espèce de vers plats polyclades marins du genre Pseudoceros et de la famille des Pseudocerotidae.

## Description
Pseudoceros scintillatus est une petite espèce qui mesure de l'ordre de 9 mm.
Le motif dorsal, sans ligne médiane longitudinale, est noir velouté avec un motif audacieux de grandes taches vert-jaune de taille irrégulière et une large bordure orange. Chaque tache, entourée d'un anneau blanc, se prolonge dans la bande marginale,,.
Les pseudo-tentacules sont de simples plis.
Le canal déférent n'est pas ramifié. La vésicule séminale est petite, ovale et arrondie. La prostate est arrondie, petite et ovale. Le stylet est relativement court, légèrement plus long que la prostate. L'antrum mâle et l'antrum femelle sont peu profonds.

## Habitat et répartition

### Répartition
Cette espèce se rencontre dans la zone tropicale indo-pacifique. Elle est présente sur les côtes de l'Afrique du Sud, de l'Ile Maurice, de la Mer rouge, des Maldives, de l'Inde, de l'Australie, des Philippines et d'Hawaii,.

### Habitat
Cette espèce est observée sur les ascidies coloniales sous les rochers au sommet du récif ou sur sa pente.

## Systématique
Le nom valide complet (avec auteur) de ce taxon est Pseudoceros scintillatus Newman & Cannon, 1994.

### Étymologie
L’épithète latin scintillatus, scintillant, provient du motif de couleur extraordinaire de cette espèce.

### Publication originale
1. 1 2 3 4 5 6 7  
(en) Leslie Newman et Lester Cannon, « Pseudoceros and Pseudobiceros (Platyhelminthes, Polycladida, Pseudocerotidae) from eastern Australia and Papua New Guinea », Memoirs of the Queensland Museum, vol. 37, no 1,‎ 1994, p. 205-266 (lire en ligne)